# Cios pięścią
Cios pięścią – w kontekście walki wręcz to cios zadawany zamkniętą pięścią, którym uderza się z reguły inną osobę w celu ataku lub obrony.
Normalnie, zwykłą technikę ciosu pięścią wykonuje się zaciskając pięść i uderzając nią. Pięść jest ułożona w jednej linii z przedramieniem, co stanowi o użyciu pełnej siły wprawianej ramieniem.
Cios pięścią praktykuje się pod różnymi nazwami i w różnych wariantach technicznych w wielu sztukach walki i w ogóle w różnych systemach obrony i ataku bez broni.